# Клюєв Олександр Андрійович
Олександр Андрійович Клюєв (? — ?) — радянський діяч органів державної безпеки, військовий комісар прикордонних військ НКВС УРСР, полковник (1942). Кандидат у члени ЦК КП(б)У в травні 1940 — квітні 1948 року. Член ЦК КП(б) Молдавії в 1940—1948 роках.

## Біографія
Член ВКП(б).
У 1937 році закінчив Військово-політичну академію РСЧА імені Толмачова.
Перебував на політичній службі в прикордонних військах НКВС СРСР. З 16 жовтня 1937 до 19 червня 1938 року — інструктор із політичних занять політичного відділу Управління прикордонних військ НКВС Туркменського округу.
У червні 1938 — лютому 1939 року — начальник 3-го відділення (партійної пропаганди) політичного відділу прикордонних та внутрішніх військ НКВС Туркменської РСР. 15 лютого 1939 року зарахований до резерву призначень НКВС СРСР.
У квітні — вересні 1939 року — начальник політичного відділу прикордонних військ НКВС Київського округу.
У вересні — листопаді 1939 року — начальник політичного відділу прикордонних військ НКВС Київського округу — в.о. військового комісара прикордонних військ НКВС Київського округу.
25 листопада 1939 — 1940 року — військовий комісар прикордонних військ НКВС Київського округу.
У 1940 році — військовий комісар (начальник політичного управління) прикордонних військ НКВС Української РСР.
У серпні 1940 — липні 1941 року — заступник начальника військ із політичної частини — начальник управління (відділу) політичної пропаганди Молдавського прикордонного округу.
Під час німецько-радянської війни, у липні 1941 — 1942 року — військовий комісар військ НКВС із охорони тилу Південного фронту.
Потім перебував на відповідальній політичній роботі у військах НКВС-МДБ СРСР. 16 квітня 1948 року рішенням Політбюро ЦК КП(б)У був виключений із числа кандидатів у члени ЦК КП(б)У за «недостойну поведінку і компрометацію себе, як члена партії».
У червні 1950 року звільнений у запас «за станом здоров'я».

### Звання
- старший політрук (1937)
- батальйонний комісар (1938)
- бригадний комісар (4.04.1939)
- полковник (12.12.1942)

### Нагороди
- орден «Знак Пошани» (26.04.1940)
- орден Червоної Зірки (15.01.1945)